# Virgil Grissom
Vous lisez un « bon article » labellisé en 2020.  Il fait partie d'un « bon thème » labellisé en 2023.
Pour les articles homonymes, voir Grissom.
Virgil Ivan Grissom, dit Gus Grissom, né le 3 avril 1926 à Mitchell (Indiana) et mort le 27 janvier 1967 à Cap Canaveral (Floride), est un pilote de l'armée de l'air américaine (USAF) et un membre des Mercury Seven, le premier groupe d'astronautes sélectionnés par la National Aeronautics and Space Administration (NASA) pour le programme Mercury, qui cherche à envoyer les premiers Américains dans l'espace. Il fait également partie des programmes Gemini et Apollo. En tant que membre du corps des astronautes de la NASA, Grissom est le deuxième Américain à voler dans l'espace et le deuxième à le faire à deux reprises.
Grissom est un vétéran de la Seconde Guerre mondiale et de la guerre de Corée, un ingénieur en mécanique et un pilote d'essai de l'USAF qui reçoit plusieurs médailles et distinctions pour ses services.
C'est le pilote de Mercury-Redstone 4 (Liberty Bell 7), le deuxième vol suborbital américain, le 21 juillet 1961 et le pilote et commandant de Gemini 3 (Molly Brown), qui est une mission de trois orbites le 23 mars 1965. Grissom, commandant de l'AS-204 (Apollo 1), meurt le 27 janvier 1967 ainsi que ses collègues astronautes Edward White et Roger B. Chaffee lors d'un essai de pré-lancement pour la mission Apollo 1 à Cape Kennedy, en Floride.

## Biographie

### Jeunesse et études
Virgil Ivan Grissom naît le 3 avril 1926 dans la petite ville de Mitchell, dans l'Indiana. Il est le fils de Dennis David Grissom (1903-1994), signaleur pour la Baltimore and Ohio Railroad, et de Cecile King Grissom (1901-1995), femme au foyer. Virgil est le deuxième enfant de la famille (une sœur aînée est morte en bas âge peu de temps avant sa naissance). Il est suivi de trois frères et sœurs plus jeunes : une sœur, Wilma, et deux frères, Norman et Lowell. Virgil Grissom fréquente l'école primaire de Riley. C'est à cette époque qu'il commence à s'intéresser à l'aviation, en construisant des modèles réduits d'avions. Il reçoit son surnom lorsqu'un ami lit son nom sur une carte de pointage à l'envers et interprète mal « Griss » comme « Gus ».
Dans sa jeunesse, Grissom fréquente l'église locale du Christ, dont il reste membre à vie. Il rejoint la troupe locale de boy-scouts et obtient le grade de star scout. Il attribue aux scouts son amour de la chasse et de la pêche. Il devient chef de la garde d'honneur de sa troupe. Ses premiers emplois sont la livraison de journaux pour l'Indianapolis Star le matin et le Bedford Times le soir. L'été, il cueille des fruits dans les vergers de la région et travaille dans une épicerie. Il est également employé dans un marché de viande local, une station-service et un magasin de vêtements à Mitchell.
Grissom commence à fréquenter l'école secondaire de Mitchell en 1940. Il veut jouer au basket-ball, mais il est trop petit. Son père l'encourage à choisir des sports qui lui conviennent mieux, et il rejoint l'équipe de natation. Bien qu'il excelle en mathématiques, Grissom est un lycéen moyen dans d'autres matières. Il obtient son diplôme de fin d'études secondaires en 1944.
Durant son temps libre, Grissom passe de temps en temps dans un aéroport local de Bedford, dans l'Indiana, où son intérêt pour l'aviation grandit, grâce à un avocat local, qui l'emmène à bord de son petit avion et lui enseigne les bases du vol.
Grissom rencontre Betty Lavonne Moore, sa future épouse, lors de leurs activités extrascolaires au lycée. Grissom porte le drapeau américain lors des cérémonies d'ouverture des matchs de basket du lycée, tandis que Moore joue du tambour dans l'orchestre du lycée. Il l'épouse le 6 juillet 1945 à la First Baptist Church de Mitchell, alors qu'il est en congé à la fin de la Seconde Guerre mondiale. Le frère de Grissom, Norman, est son témoin ; la sœur de Moore, Mary Lou Fosbrink, est sa demoiselle d'honneur. Grissom et sa femme Betty ont deux fils : Scott, né en 1950, et Mark, né en 1953. Les deux fils sont diplômés de l'université de Purdue et font une carrière dans l'aviation.

### Carrière militaire

#### Seconde Guerre mondiale
La Seconde Guerre mondiale commence alors que Grissom est encore au lycée, il a hâte de rejoindre l'armée à la fin de ses études. Il s'enrôle comme cadet de l'aviation dans la force aérienne de l'armée américaine pendant sa dernière année de lycée, et passe un examen d'entrée en novembre 1943. Il est incorporé dans l'armée de l'air américaine le 8 août 1944, à Fort Benjamin Harrison, en Indiana. Il est envoyé à la base aérienne de Sheppard à Wichita Falls, au Texas, pour cinq semaines d'entraînement de base au pilotage, et est ensuite stationné à la base aérienne de Brooks à San Antonio, toujours au Texas. En janvier 1945, Grissom est affecté à l'aérodrome militaire de Boca Raton en Floride. Bien qu'il soit intéressé à devenir pilote, Grissom passe la plus grande partie de son temps avant sa libération en 1945 à travailler comme commis.

#### Emploi civil d'après-guerre
Grissom est libéré du service militaire en novembre 1945, après la fin de la guerre, et retourne à Mitchell, où il prend un emploi chez Carpenter Body Works, une entreprise locale de fabrication d'autobus. Il est déterminé à faire carrière dans l'aviation et à aller à l'université. En utilisant la G.I. Bill (aides financières gouvernementales accordées aux soldats démobilisés) pour le paiement partiel de ses frais de scolarité, Grissom s'inscrit en septembre 1946 à l'université de Purdue, à West Lafayette en Indiana.
En raison d'une pénurie de logements sur le campus, Grissom vit durant son premier semestre à l'université dans un appartement loué avec un autre étudiant masculin, tandis que son épouse Betty reste à Mitchell chez ses parents. Betty Grissom rejoint son mari sur le campus pendant le second semestre, et le couple s'installe dans un petit studio. Grissom poursuit ses études à Purdue, travaille à temps partiel comme cuisinier dans un restaurant local et prend des cours d'été afin de terminer l'université plus tôt, tandis que sa femme travaille de nuit comme opératrice longue distance pour la Indiana Bell Telephone Company afin de l'aider à payer ses études et leurs frais de subsistance. Grissom obtient une licence en génie mécanique à Purdue en février 1950.

#### Guerre de Corée

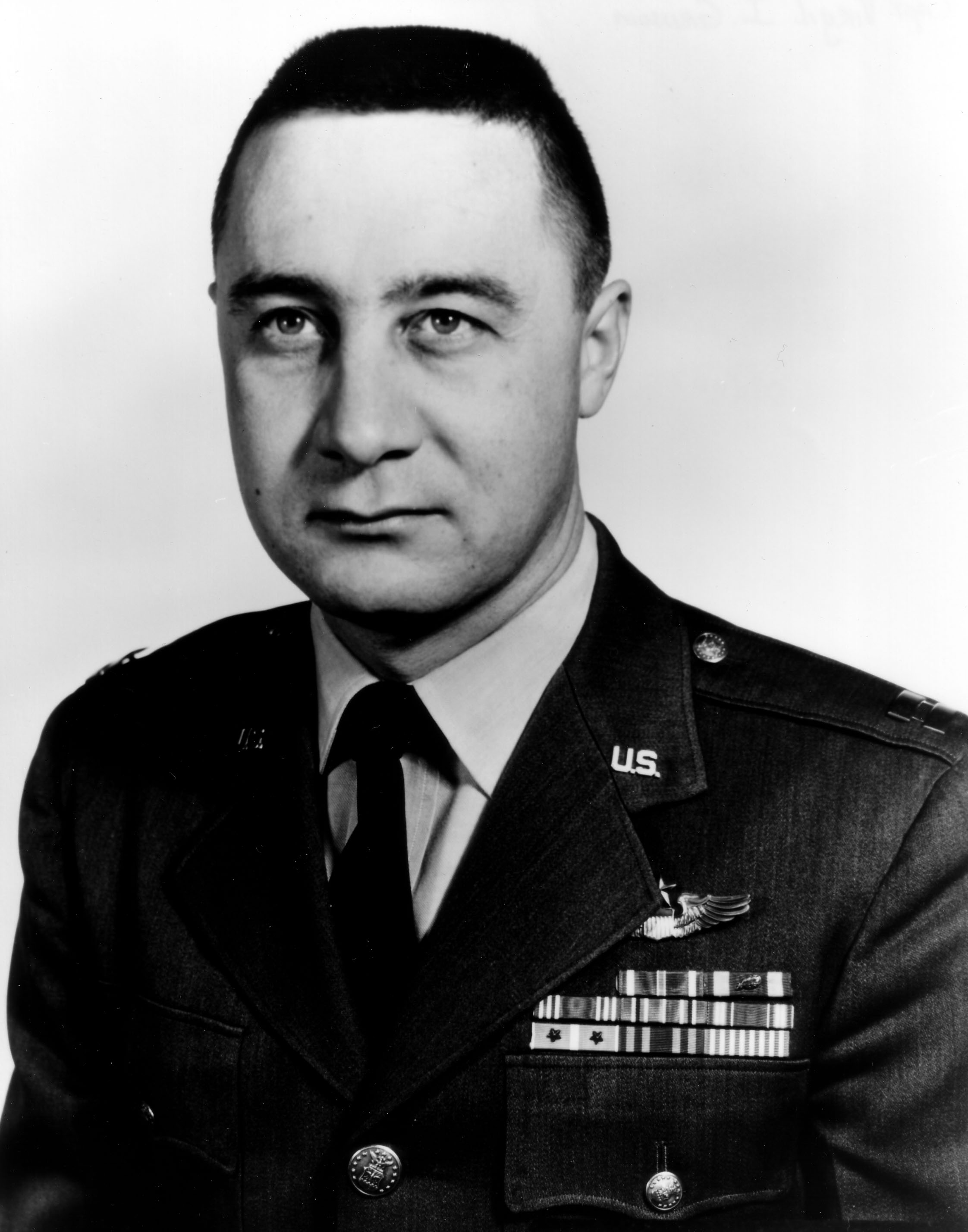
Grissom en uniforme de la Force aérienne des États-Unis.

Grissom se réengage dans l'armée après avoir obtenu son diplôme de Purdue, cette fois dans la nouvelle armée de l'air américaine. Il est accepté dans le programme de formation de base des cadets de l'air à la base aérienne de Randolph à Universal City, au Texas. À l'issue de ce programme, il est affecté à la base aérienne Williams à Mesa, en Arizona, où sa femme, Betty, et son jeune fils, Scott, le rejoignent, mais la famille n'y reste que brièvement. En mars 1951, Grissom reçoit ses ailes de pilote et une nomination au grade de sous-lieutenant. Neuf mois plus tard, en décembre 1951, Grissom et sa famille s'installent dans de nouveaux locaux d'habitation à Presque Isle, dans le Maine, où il est affecté à la base aérienne de Presque Isle et devient membre du 75e escadron de chasseurs-intercepteurs.

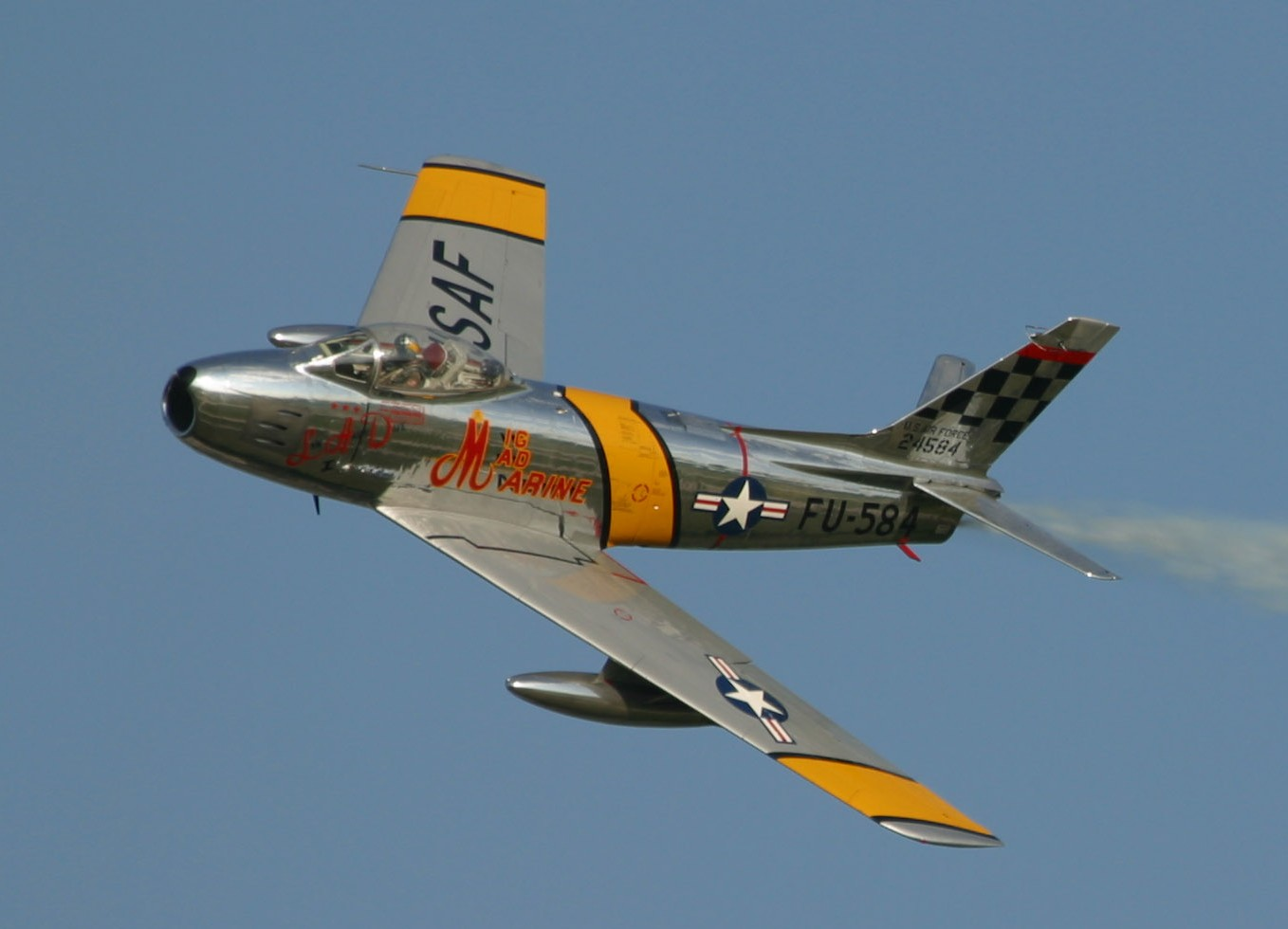
Grissom pilote un North American F-86 Sabre pendant la guerre de Corée.

Au cours de la guerre de Corée, l'escadron de Grissom est envoyé en zone de guerre en février 1952. Il y vole comme pilote de remplacement de F-86 Sabre et est réaffecté au 334e escadron de chasse de la 4e escadre d'interception de chasse stationnée à la base aérienne de Kimpo. Il effectue une centaine de missions de combat pendant environ six mois de service en Corée, interrompant à plusieurs reprises les raids aériens de MiGs nord-coréens. Le 11 mars 1952, Grissom est promu premier lieutenant et est cité pour sa « qualité de vol exceptionnelle » pour ses actions du 23 mars 1952, lorsqu'il vole en couverture pour une mission de reconnaissance photographique. Grissom reçoit également la Distinguished Flying Cross et l'Air Medal avec feuilles de chêne pour son service en Corée.
Après avoir effectué son quota de cent missions, Grissom demande à rester en Corée pour effectuer vingt-cinq autres vols, mais sa demande est rejetée. Il retourne aux États-Unis pour servir comme instructeur de vol à la base aérienne de Bryan, à Bryan, au Texas, où il est rejoint par sa femme, Betty, et son fils, Scott. Le deuxième enfant des Grissom, Mark, y naît en 1953. Grissom constate rapidement que les instructeurs de vol sont exposés à des risques professionnels particuliers. Au cours d'un exercice d'entraînement avec un cadet, le pilote stagiaire provoque la rupture d'un volet de leur avion d'entraînement biplace, le faisant partir en tonneau. Grissom passe rapidement sur le siège arrière du petit avion pour prendre les commandes et le faire atterrir en toute sécurité.
En août 1955, il est réaffecté à l'Institut de technologie de l'armée de l'air américaine sur la base aérienne de Wright-Patterson, près de Dayton, dans l'Ohio. Après avoir suivi ce cours d'un an, il obtient une licence en aéromécanique en 1956. En octobre 1956, il entre à l'école des pilotes d'essai de la force aérienne sur la base aérienne d'Edwards en Californie, et retourne à la base de Wright-Patterson dans l'Ohio en mai 1957, après avoir atteint le grade de capitaine. Grissom officie comme pilote d'essai affecté à la division des chasseurs,,.

### Carrière à la NASA

#### Sélection

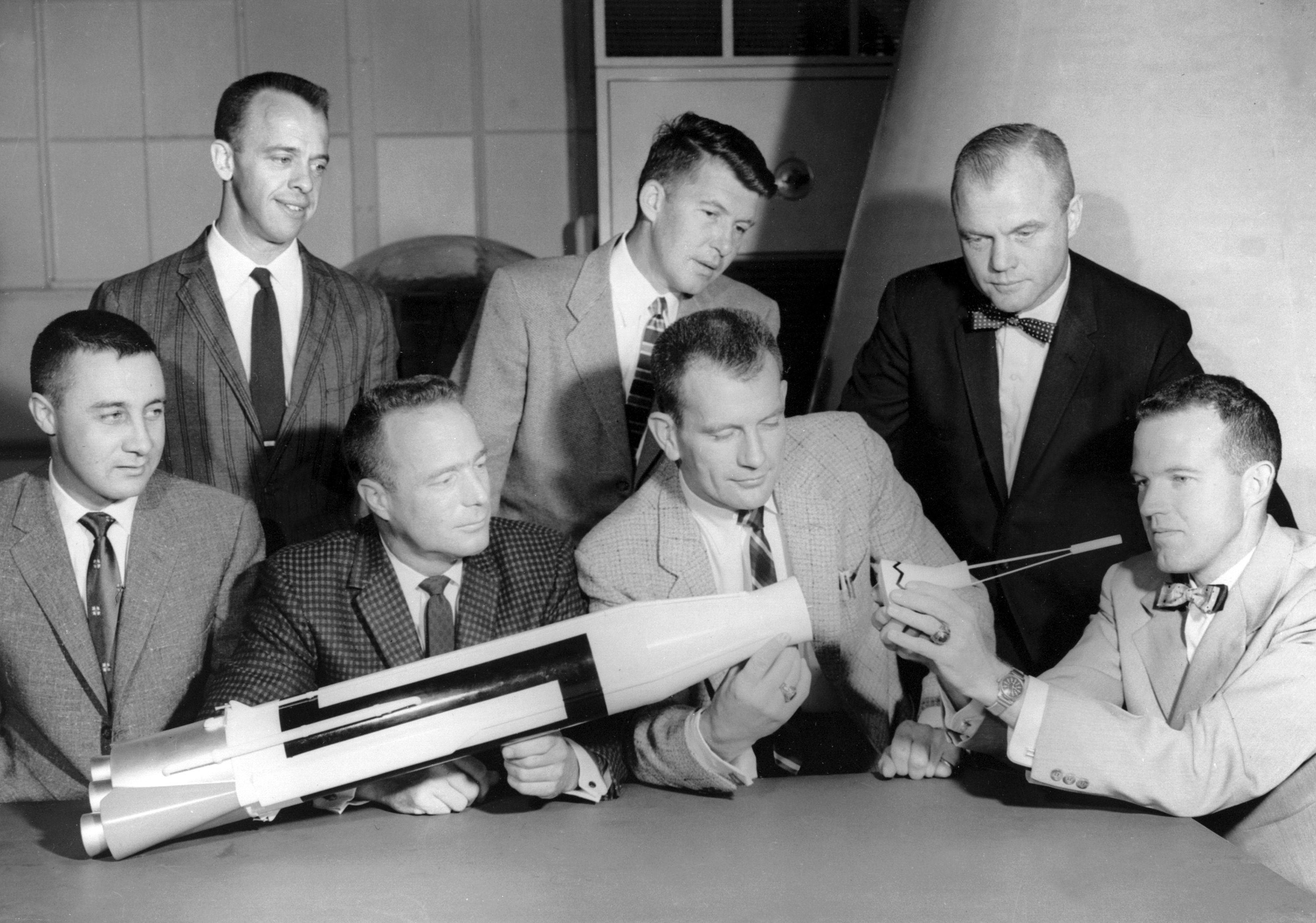
Grissom (à l'extrême gauche) avec ses collègues du programme Mercury et une maquette de l'Atlas SM-65 le 12 juillet 1962.

En 1958, Grissom reçoit un message officiel par télétype lui demandant de se présenter à une adresse à Washington, D.C., en civil. Le message est classé « Top Secret » et Grissom reçoit l'ordre de n'en parler à personne. Sur les 508 candidats militaires qui sont pris en considération, il est l'un des 110 pilotes d'essai dont les qualifications leur ont valu d'être conviés à une présentation générale du programme spatial américain et de son projet Mercury. Grissom est intéressé par le programme, il sait que la concurrence pour la sélection sera féroce,.
Il passe la première sélection à Washington, et fait partie des trente-neuf candidats envoyés à la clinique Lovelace à Albuquerque, au Nouveau Mexique, et au laboratoire aéromédical du centre de recherche de Wright Air à Dayton, en Ohio, pour y subir des tests physiques et psychologiques approfondis. Il manque d'être disqualifié lorsque les médecins découvrent qu'il souffre du rhume des foins, mais il est autorisé à continuer après avoir fait valoir que ses allergies ne seront pas un problème en raison de l'absence de pollen dans l'espace.
Le 13 avril 1959, il reçoit la notification officielle de sa sélection comme l'un des sept astronautes du projet Mercury. Grissom et les six autres, après avoir pris un congé de leurs branches respectives du service militaire, se présentent le 27 avril 1959 au groupe de travail spécial de la base aérienne de Langley en Virginie pour commencer leur formation d'astronaute,.

#### Mercury-Redstone 4

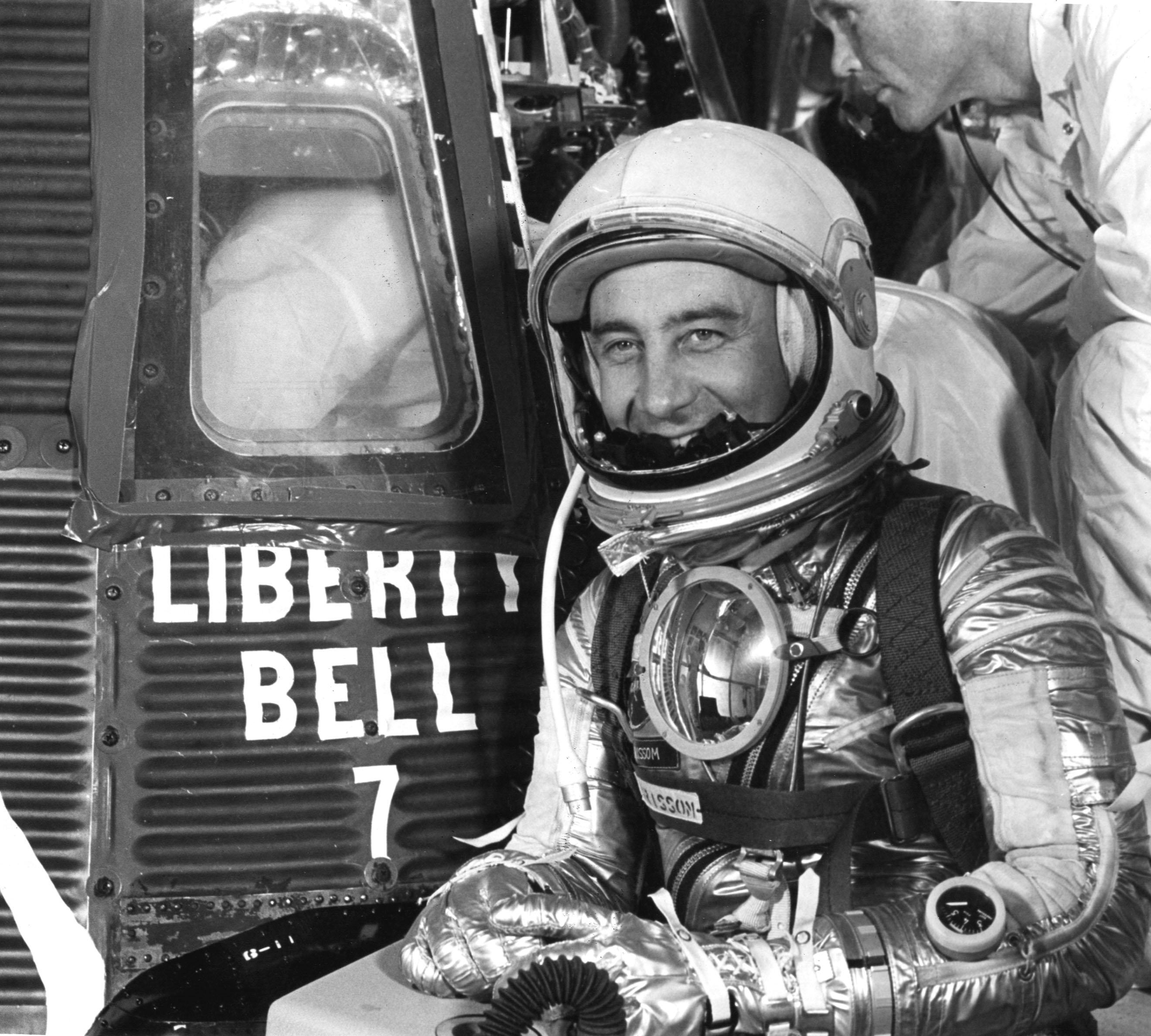
Grissom à côté de son vaisseau spatial Liberty Bell 7.

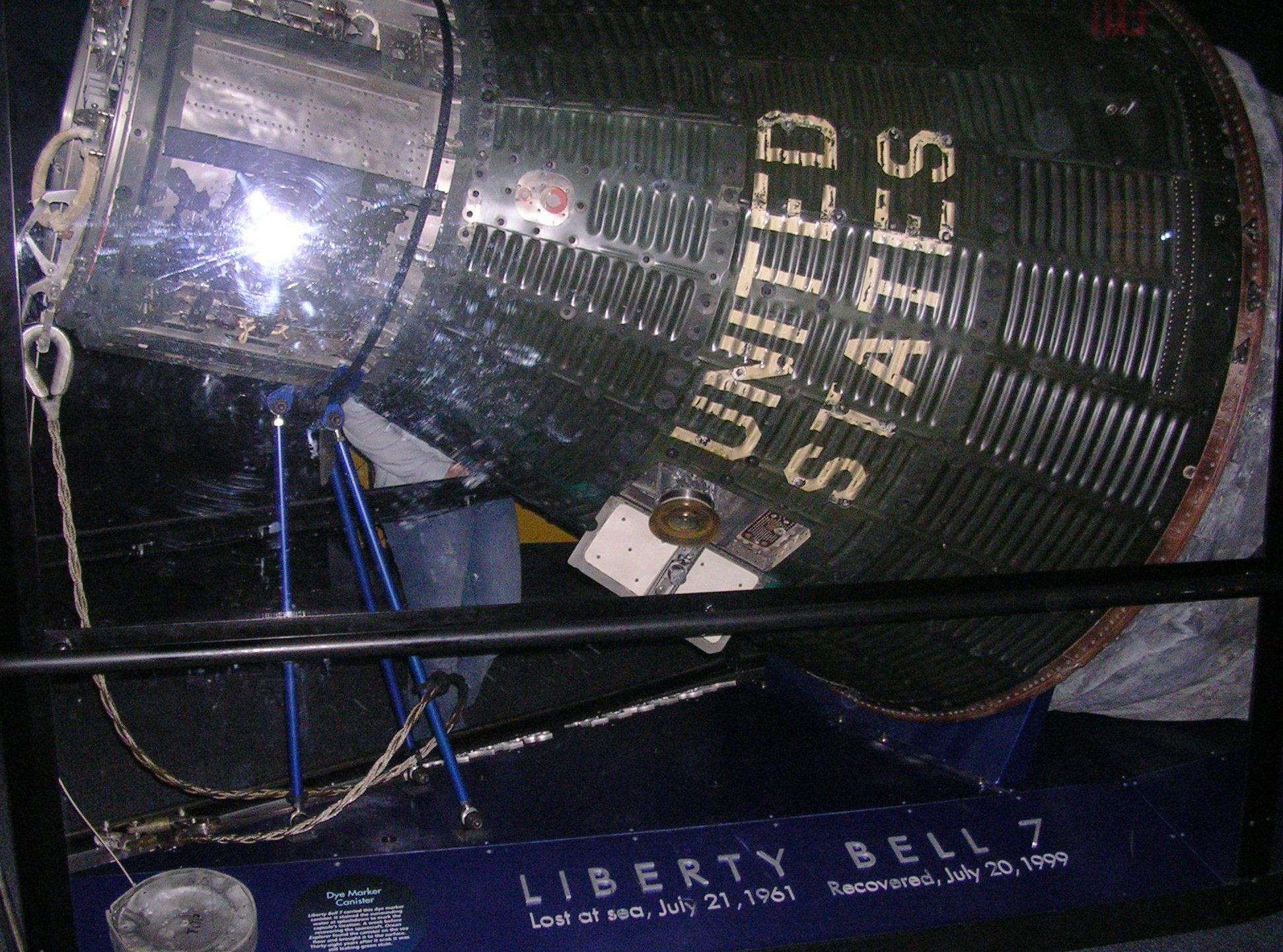
Liberty Bell 7, récupérée en 1999, a été restaurée et est actuellement exposée dans la Cosmosphère à Hutchinson, au Kansas.

Grissom est le pilote du deuxième vol du programme Mercury, Mercury-Redstone 4. Au début du programme, la fusée Atlas, capable de mettre en orbite une capsule Mercury, est encore en cours de mise au point. Le vaisseau spatial de Grissom, qu'il a baptisé Liberty Bell 7, est donc lancé par une fusée Mercury-Redstone, moins puissante, qui ne permet qu'un vol suborbital. 
Liberty Bell 7 est lancé le 21 juillet 1961 depuis le cap Canaveral, en Floride pour un vol suborbital qui culmine à 118,3 miles (190,4 km), dure 15 minutes et 37 secondes et s'achève par un amerrissage dans l'océan Atlantique,. Tandis que Liberty Bell 7 flotte sur l'océan, le système pyrotechnique de secours se déclenche inopinément, éjectant l'écoutille et provoquant l'inondation du vaisseau spatial. Grissom sort rapidement par l'écoutille ouverte et se retrouve dans l'océan. En attendant que les hélicoptères de récupération de l'USS Randolph viennent le chercher, il lutte pour ne pas se noyer car sa combinaison spatiale commence à prendre l'eau par une valve de ventilation restée ouverte. Il réussit à se maintenir à flot jusqu'à ce qu'un hélicoptère le sorte de l'eau et l'emmène sur un navire de la marine américaine. Pendant ce temps, un autre hélicoptère de récupération essaie de soulever et de récupérer Liberty Bell 7 ; le vaisseau spatial inondé devient trop lourd, obligeant l'équipe de récupération à le détacher et le laisser couler.
Robert F. Thompson, directeur des opérations Mercury, est envoyé sur l'USS Randolph par le directeur du groupe de travail sur l'espace Robert Gilruth et parle avec Grissom à son arrivée sur le porte-avions. Ce dernier explique que, pour prendre de l'avance sur le planning de la mission, il a retiré le capuchon du détonateur et qu'il a également retiré la goupille de sécurité. Une fois la goupille retirée, le détonateur n'est plus maintenu en place et il aurait pu être déclenché par inadvertance à la suite de l'action des vagues de l'océan, d'un balancement dû aux remous causés par le rotor d'un hélicoptère ou d'une autre intervention. Les responsables de la NASA concluent que Grissom n'a probablement pas déclenché la mise à feu : déclencher le système de largage explosif nécessitait l'enfoncement manuel d'un piston métallique avec une force de cinq livres. Ceci laisse inévitablement une grosse contusion dans la main ; Grissom n'en présente aucune.

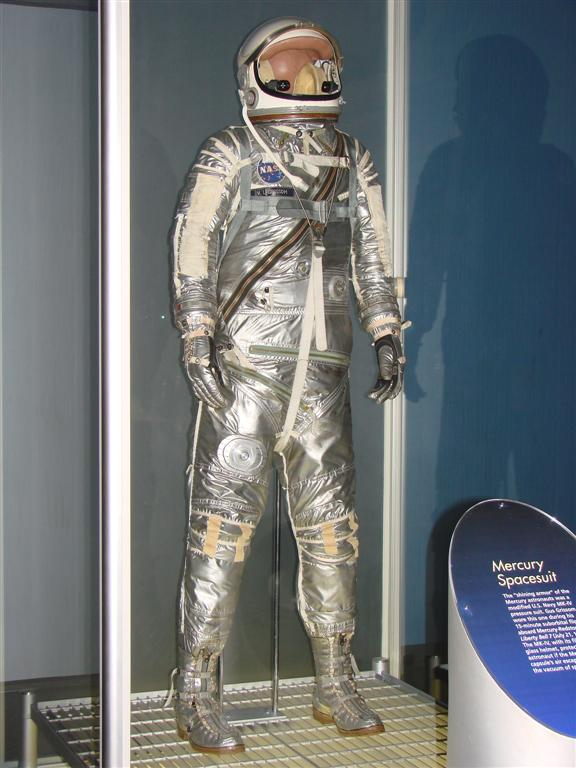
La combinaison spatiale Mercury de Grissom, exposée au U.S. Astronaut Hall of Fame.

Alors que le débat se poursuit sur la cause de la détonation prématurée des verrous d'écoutille de Liberty Bell 7, des précautions sont prises pour les vols suivants. L'astronaute Walter Schirra, l'un des équipiers de Mercury, à la fin de son vol du 3 octobre 1962, reste à l'intérieur de son vaisseau spatial jusqu'à ce qu'il soit en sécurité à bord du vaisseau de récupération. Il se fait un devoir de faire sauter délibérément l'écoutille pour sortir du vaisseau spatial, ce qui lui cause des contusions à la main.
Le vaisseau spatial de Grissom est récupéré en 1999. Aucune preuve n'est trouvée qui pourrait expliquer de façon concluante comment l'explosion de l'écoutille s'est produite. Plus tard, Guenter Wendt, responsable des premiers lancements spatiaux américain avec équipage, écrit qu'il pense qu'un petit couvercle sur l'actionneur de déclenchement externe a été accidentellement perdu au cours du vol ou lors de l'amerrissage. Une autre explication possible est que la poignée en T du système externe d'éjection de l'écoutille a pu être tirée par une corde de suspension de parachute, ou a peut-être été endommagée par la chaleur de la rentrée dans l'atmosphère ; après son refroidissement lors de l'amerrissage, elle se serait contractée et a pris feu.
Lorsque le Panthéon des astronautes américains ouvre en 1990, la famille de Grissom lui prête la combinaison spatiale qu'il a portée pendant Mercury 4 ainsi que d'autres objets personnels appartenant à l'astronaute. En 2002, le musée fait faillite et est racheté par un entrepreneur de la NASA[pas clair].La famille demande alors la restitution des objets personnels de l'exposition. Tous leur sont rendus, à l'exception de la combinaison spatiale, que la NASA déclare être la propriété du gouvernement. La NASA avait autorisé Grissom à utiliser le scaphandre spatial pour une exposition et pour un récit à l'école de son fils en 1965 ; il ne l'a jamais rendue. Des membres de la famille affirment que l'astronaute a récupéré la combinaison spatiale sur un tas de ferraille.

#### Gemini 3
Grissom remplace Alan Shepard comme commandant de la mission Gemini 3, ce dernier interdit de vol lorsque les médecins détectent qu'il est atteint de la maladie de Menière (affection de l'oreille interne),. Cette mission, la première avec équipage du programme Gemini, est lancée le 23 mars 1965.
Avec beaucoup d'humour, Grissom baptise le vaisseau « Molly Brown », en référence à Margaret Brown, dite « l'insubmersible Molly Brown », ayant survécu au naufrage du Titanic. Les dirigeants de la NASA décident de permettre d'utiliser le nom de Molly Brown, mais ne l'utilisent pas dans les références officielles. Au grand regret de l'agence, le CAPCOM Gordon Cooper donne le coup d'envoi de la mission lors de son lancement en disant à Grissom et Young : « Vous êtes en route, Molly Brown » ! Les contrôleurs au sol l'utilisent également pour référencer le vaisseau spatial tout au long de son vol. L'insigne de Gemini 3 montre une capsule flottant sur l'eau. Ce sera la dernière fois qu'un astronaute décide seul de la dénomination publique de son vaisseau.
Le principal objectif de ce vol est de tester la manœuvrabilité du nouveau vaisseau Gemini. Dans l'espace, l'équipage met à feu des moteurs de poussée pour changer la forme ou le plan de l'orbite en douceur et pour descendre vers une orbite plus basse.
Grissom et son coéquipier John Watts Young réalisent trois orbites autour de la Terre avant d'amerrir après 4 heures 52 minutes et 31 secondes de vol. Grissom participe à la conception du vaisseau chez le constructeur McDonnell Aircraft et met au point en particulier le contrôleur permettant d'effectuer les manœuvres de translation du vaisseau qui sera également utilisé dans les vaisseaux du programme Apollo.

#### CAPCOM pour Gemini 4 et Gemini 5
Après son vol, Grissom est CAPCOM pour les deux missions suivantes, Gemini 4 et 5. Le 3 juin 1965, lors du vol Gemini 4, il est l’interlocuteur de liaison avec les astronautes James McDivitt et Edward White, lorsque ce dernier réalise la première sortie extravéhiculaire américaine. Lors de cette sortie, une défaillance de leur dispositif de communication interrompt les communications entre les astronautes et le centre de Houston. Durant 13 minutes, Grissom appelle 40 fois les astronautes avant d’obtenir enfin une réponse, il transmet aussitôt à McDivitt l’ordre de faire revenir White à bord la capsule Gemini.

#### Incendie d'Apollo 1

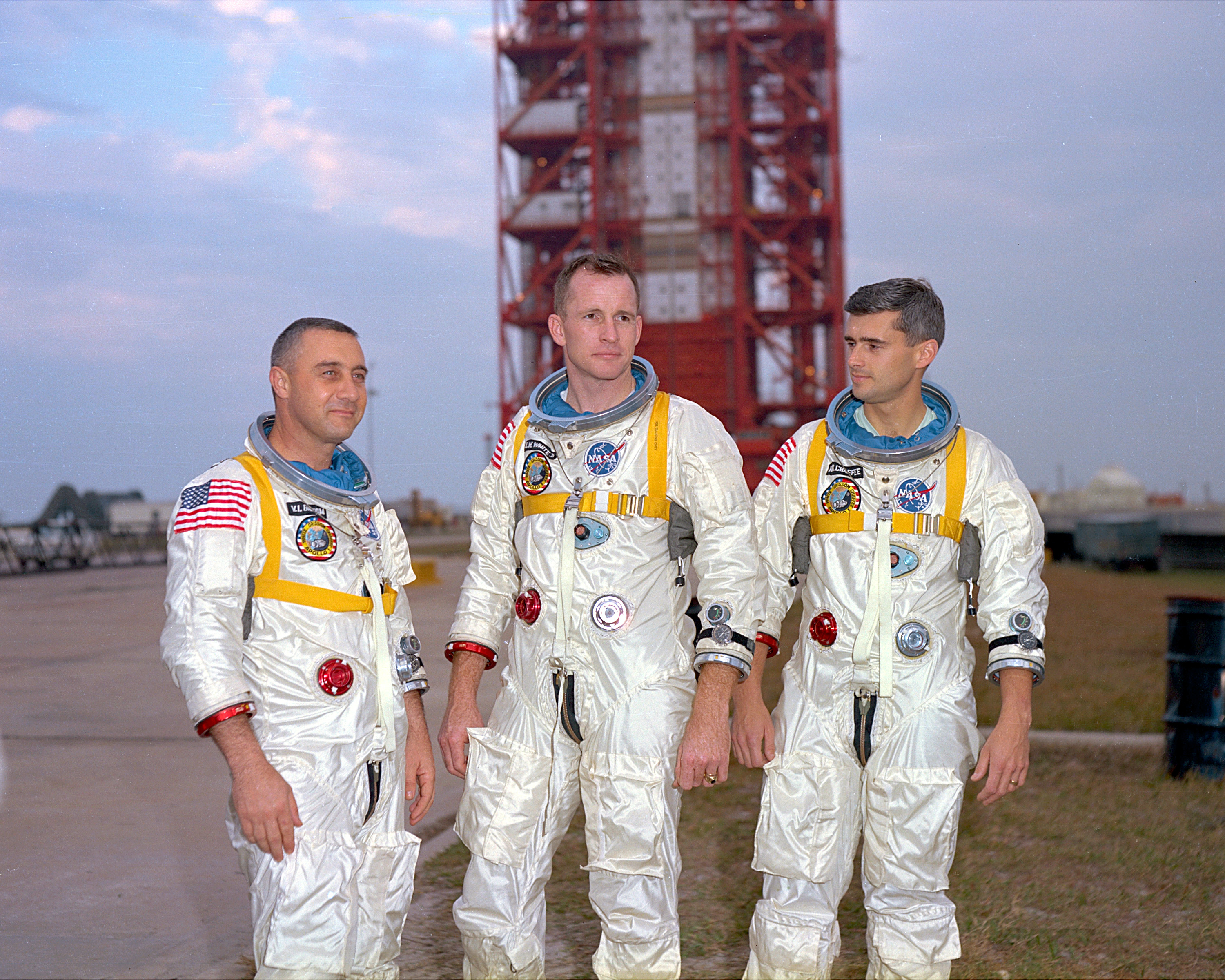
L'équipage d'Apollo 1, Grissom, White et Chaffee.

Grissom est pilote commandant de réserve pour Gemini 6A lorsqu'il est transféré au programme Apollo et est choisi comme commandant de la première mission avec équipage, AS-204, avec le pilote principal Edward White et le pilote Roger B. Chaffee. Les trois hommes reçoivent la permission d'appeler leur vol Apollo 1 sur leur écusson de mission.
L'entreprise chargée de la construction du vaisseau Apollo peine à le mettre au point. Les ingénieurs qui programment le simulateur d'entraînement Apollo ont du mal à le garder en phase avec les changements constants apportés au vaisseau spatial. Grissom est très préoccupé par les problèmes qu'il constate avec le simulateur d'Apollo. Il déclare à un journaliste que les problèmes s'accumulent et qu'il est sceptique quant aux chances de mener à bien sa mission de quatorze jours. Grissom gagne le surnom de « Gruff Gus » en s'exprimant ouvertement sur les déficiences techniques du vaisseau spatial. Conscient des risques et des enjeux du programme lunaire, il déclare « Si nous mourrons, le public devra l'accepter. Nous faisons un métier dangereux et nous espérons que, si quelque chose arrive, cela ne retardera pas le programme. La conquête de l'espace vaut qu'on risque sa vie ». Selon l'astronaute de réserve Walter Cunningham, « nous savions que le vaisseau spatial était, vous savez, en mauvais état par rapport à ce qu'il devrait être. Nous avions l'impression de pouvoir le piloter, mais soyons réalistes, il n'était pas aussi bon qu'il aurait dû l'être pour la première mission Apollo avec équipage ».
La NASA continue et à la mi-janvier 1967, les préparatifs des derniers essais avant vol du vaisseau spatial sont en cours.

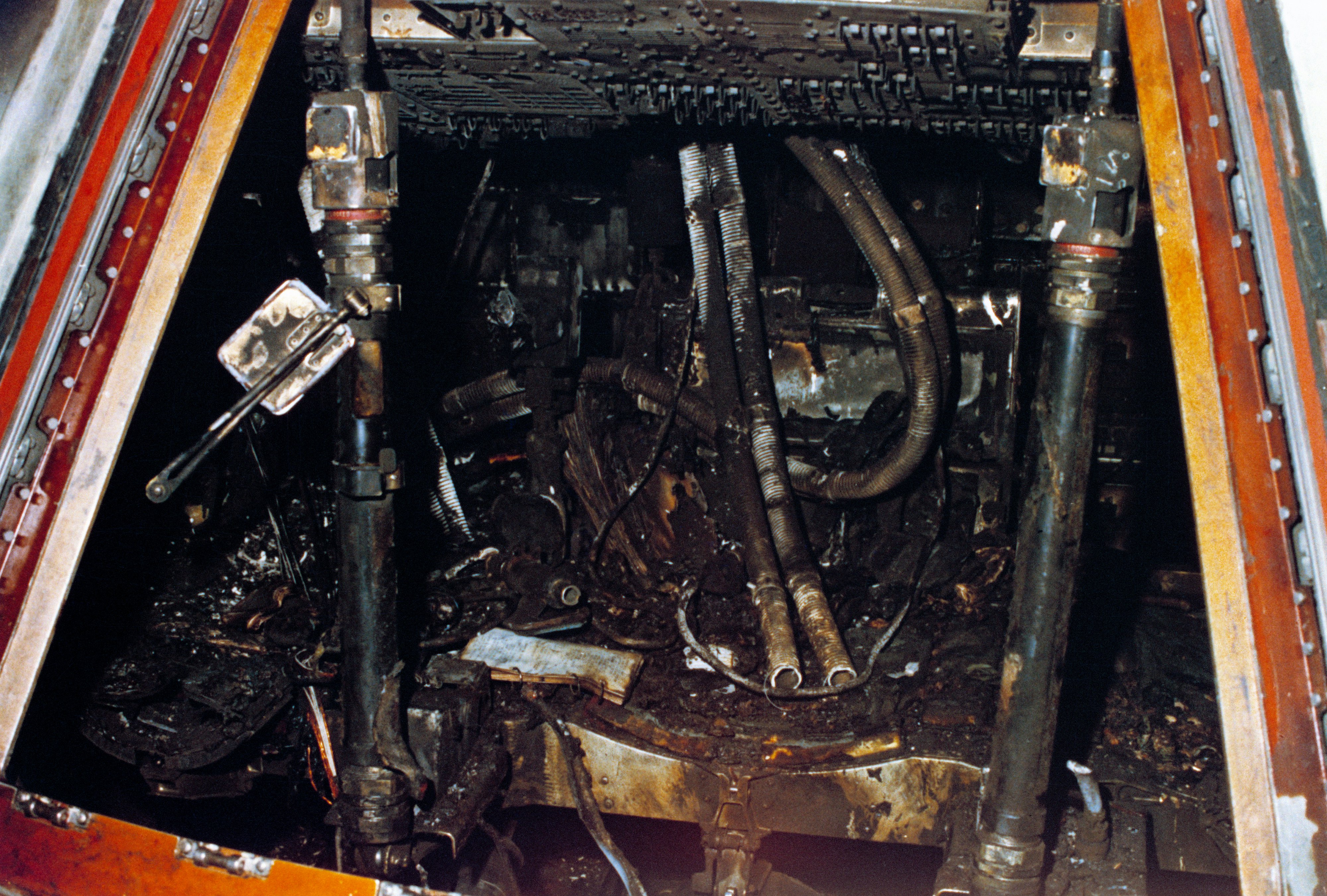
Les restes carbonisés du module de commande et de service d'Apollo 1, dans lequel Grissom a succombé en même temps que Roger B. Chaffee et Edward White.

Avant le vol prévu d'Apollo 1, une répétition de la séquence de lancement avec l'équipage à bord a lieu le 27 janvier 1967 sur le complexe de lancement 34 à Cap Kennedy. L'intérieur du module de commande est maintenu en pression réduite sous atmosphère d'oxygène pur. Au cours de l'essai, il prend feu et brûle. Les astronautes Virgil Grissom, Edward White et Roger B. Chaffee meurent. L'origine précise du feu est indéterminée. L'enquête révéle que l'accident était inévitable, en raison du manque de rigueur des constructeurs : la mort de l'équipage est attribuée à un large éventail de risques mortels dans la conception et les conditions initiales du module, notamment une atmosphère pressurisée en oxygène pur, des centaines d'anomalies de câblage et de canalisation, des matériaux inflammables utilisés dans le cockpit et dans les combinaisons de vol des astronautes, et une trappe à ouverture intérieure qui ne peut pas être ouverte rapidement en cas d'urgence et pas du tout avec une pression interne maximale.

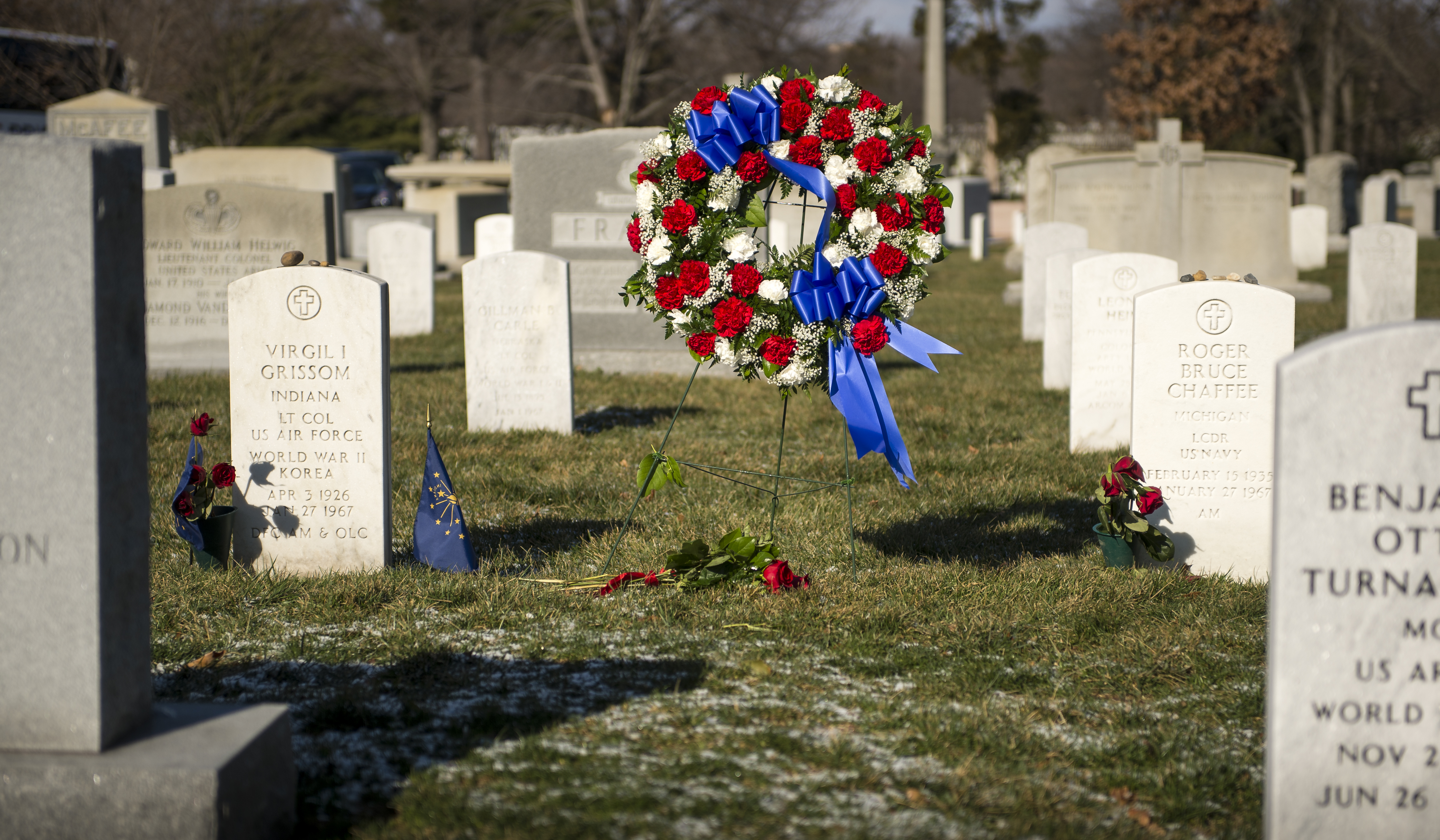
Les pierres tombales de Grissom et Roger Chaffee lors de la cérémonie de la Journée du souvenir de la NASA en 2013.

Les funérailles et l'enterrement de Grissom au cimetière national d'Arlington ont lieu le 31 janvier 1967. Parmi les dignitaires présents figurent le président Lyndon B. Johnson, des membres du Congrès américain et des collègues astronautes de la NASA, entre autres. La dépouille de Grissom est enterrée au cimetière national d'Arlington, à côté de celle de Roger Chaffee, enterré dans la parcelle numéro 2502-F. Les restes de White sont enterrés à l'Académie militaire de West Point, dans l'État de New York,.
Après l'accident, la NASA décide de donner au vol prévu la désignation officielle d'Apollo 1 et de passer à Apollo 4 pour le premier vol sans équipage de la fusée Saturn V, en comptant les deux essais suborbitaux sans équipage, AS-201 et AS-202, comme faisant partie de la séquence. La conception du vaisseau spatial Apollo est entièrement revue et fiabilisée avec de nouvelles normes et de nouveaux contrôles. Gene Kranz pose les principes d'un contrôle solide et compétent. Apollo 7, commandé par Wally Schirra, est lancé le 11 octobre 1968, plus d'un an après l'accident d'Apollo 1. Le programme Apollo atteint son objectif de faire atterrir avec succès des hommes sur la Lune le 20 juillet 1969, avec Apollo 11.
Au moment de sa mort, Grissom avait atteint le grade de lieutenant-colonel et totalisait 4 600 heures de vol, dont 3 500 dans des avions à réaction. Certains prétendent que Grissom aurait pu être choisi comme l'un des astronautes qui ont marché sur la Lune. Deke Slayton a écrit qu'il avait espéré qu'un des premiers astronautes de Mercury aille sur la Lune, notant « ce n'était pas seulement une décision tranchée quant à savoir qui devait faire les premiers pas sur la Lune. Si j'avais dû choisir sur cette base, mon premier choix aurait été Gus, que Chris Kraft et Bob Gilruth ont tous deux soutenu ». Finalement, Alan Shepard, l'un des sept premiers astronautes de la NASA, aurait l'honneur de commander un alunissage d'Apollo 14.

## Récompenses et honneurs
La carrière d'astronaute et de pilote de Grissom lui valent de nombreux honneurs dont la Distinguished Flying Cross, récompensant l'héroïsme et les réussites extraordinaires réalisées en vol aérien, qu'il reçoit pour son service pendant la guerre de Corée, qui lui vaut également l'Air Medal, attribuée pour action méritoire au cours d'une mission de vol. En 1978, il reçoit, à titre posthume, la médaille d'honneur de l'espace du Congrès, qui reconnaît tout astronaute s'étant distingué en mission par ses efforts et par ses contributions pour le bien-être de la nation et de l'humanité. La NASA lui décerne les médailles du service distingué et du service exceptionnel. Son service en Corée lui vaut trois médailles supplémentaires : celles du service en Corée, de la guerre de Corée et des Nations unies pour la Corée. Il possède aussi la médaille de la victoire de la Seconde Guerre mondiale.
|                                                                             |             |                           |
|                                                                             |             |                           |
| Bronze oak leaf cluster                                                     |             |                           |
| Gold star                                                                   |             |                           |
|                                                                             | Bronze star | Bronze star · Bronze star |
| Bronze oak leaf cluster · Bronze oak leaf cluster · Bronze oak leaf cluster |             |                           |

| Ailes d'astronautes du Commandement de l'Armée de l'air |                                             |                                    |
| Distinguished Flying Cross                              |                                             |                                    |
| Air Medal avec feuilles de chêne                        | Army Good Conduct Medal                     | Congressional Space Medal of Honor |
| Médaille du service distingué de la NASA                | Médaille du service exceptionnel de la NASA | American Campaign Medal            |
| Médaille de victoire de la Seconde Guerre Mondiale      | National Defense Service Medal              | Médaille du service en Corée       |
| Prix de la longévité de l'armée de l'air                | Médaille des Nations unies pour la Corée    | Médaille de la Guerre de Corée     |

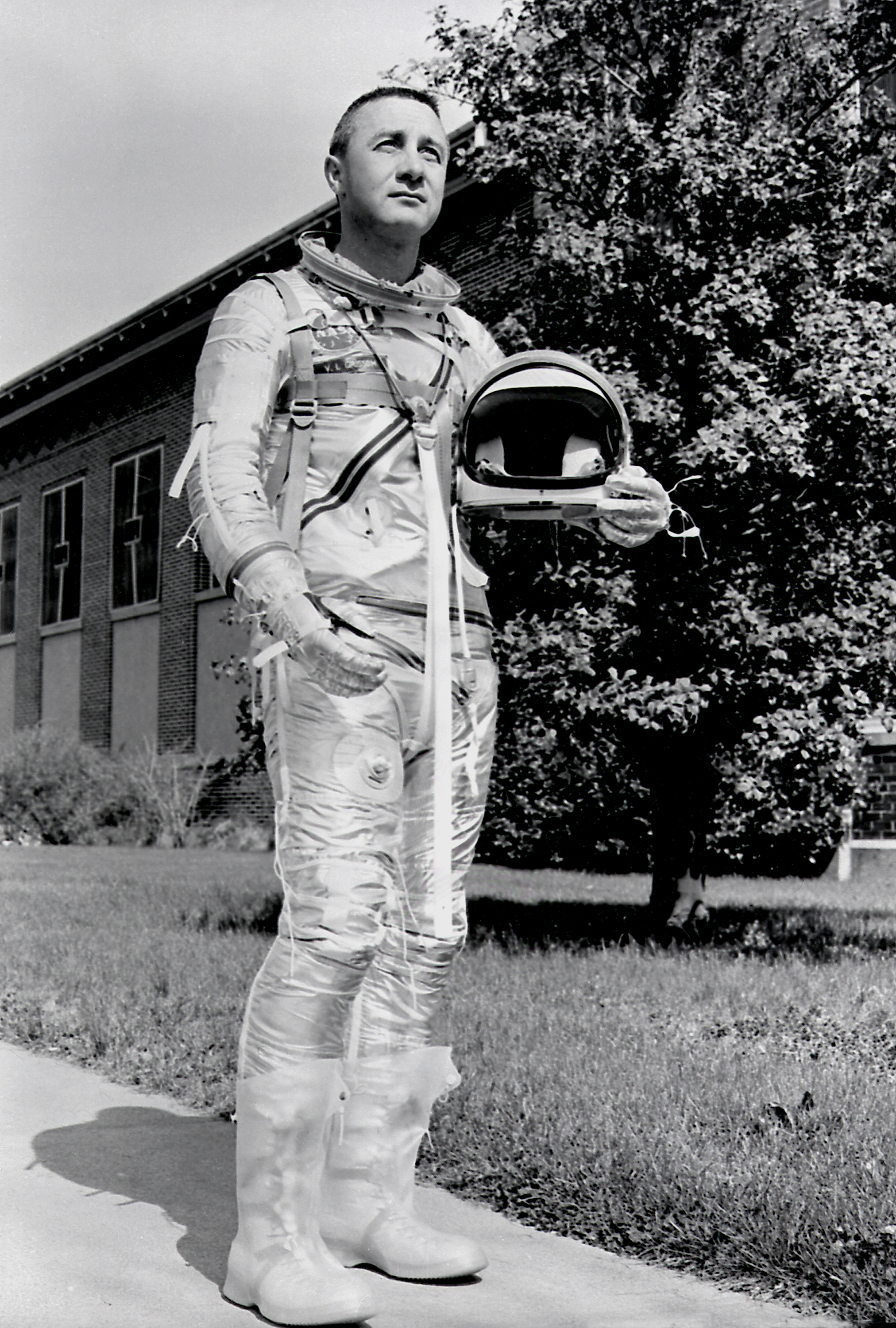
Grissom dans sa combinaison spatiale Mercury.

Pour célébrer son vol spatial en 1961, Grissom est nommé maire honoraire de Newport News, en Virginie, et une nouvelle bibliothèque est baptisée « Virgil I. Grissom Library ».
L'aéroport de Bedford, en Indiana, que Grissom fréquente lorsqu'il est adolescent, est rebaptisé aéroport municipal Virgil I. Grissom en 1965. Une plaque en calcaire de trois tonnes portant son nom est dévoilée à l'aéroport. Ses collègues astronautes lui font la remarque que les aéroports sont normalement nommés en l'honneur des aviateurs morts. Grissom répond : « Mais cette fois, ils en ont nommé un pour un vivant ».
Il reçoit un doctorat honorifique de l'institut technologique de Floride en 1962, le premier jamais décerné par l'université. Grissom est intronisé au International Space Hall of Fame en 1981, au National Aviation Hall of Fame en 1987 et au Panthéon des astronautes américains en 1990. Betty Grissom fait don de sa médaille d'honneur du Congrès pour l'espace au musée qui s'y trouve.

## Postérité

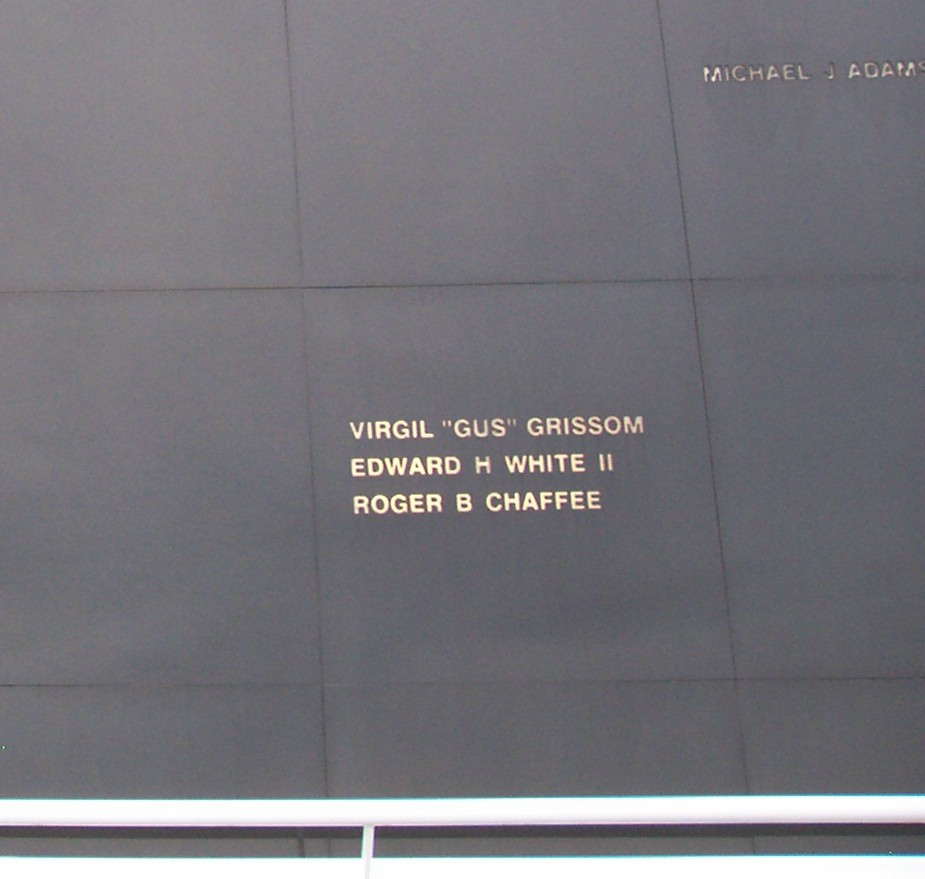
Les noms de Grissom, Chaffee et White sur le Space Mirror Memorial

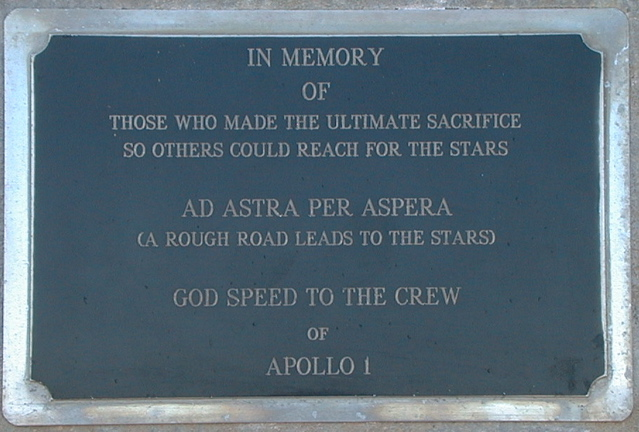
L'une des plaques commémoratives à la base de lancement de Cap Canaveral, au complexe de lancement 34.

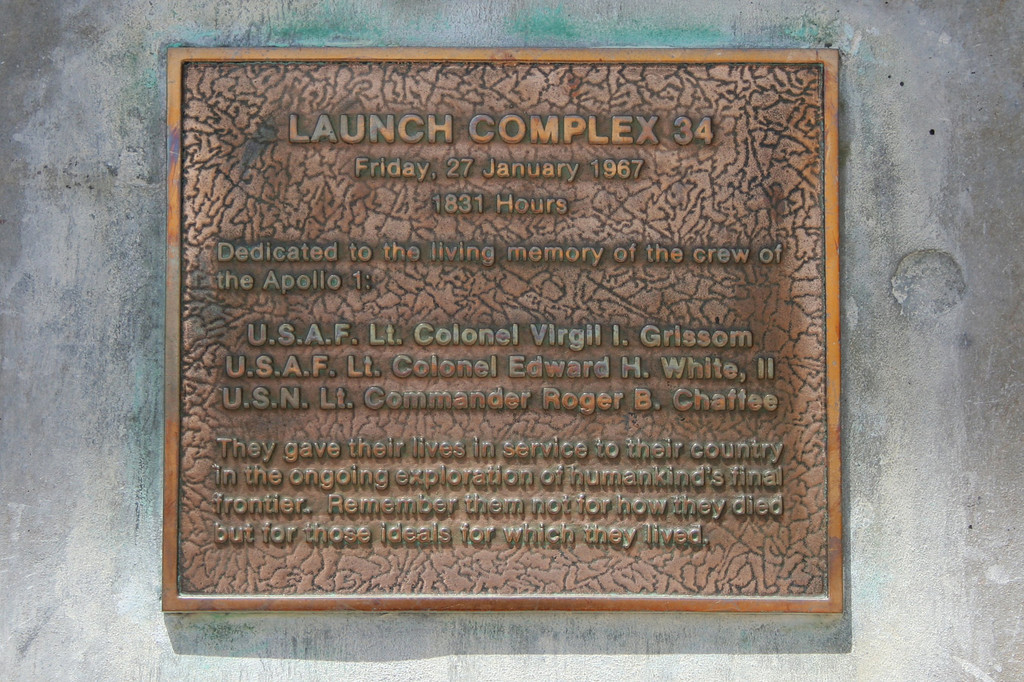
L'autre plaque du complexe de lancement 34.

### Hommages
L'aire de lancement 34, démantelée, de la base de lancement de Cap Canaveral porte deux plaques commémoratives, l'une dédiée à « ceux qui ont fait le sacrifice ultime pour que d'autres puissent atteindre les étoiles » et l'autre rendant hommage nommément aux trois victimes. Le nom de Grissom figure sur la plaque laissée sur la Lune avec la statue Fallen Astronaut en 1971 par l'équipage d'Apollo 15. Il est nommé avec ses coéquipiers d'Apollo 1 sur le Space Mirror Memorial, qui est inauguré en 1991.
Le cratère Grissom est l'un des nombreux cratères situés de l'autre côté de la Lune qui portent le nom des astronautes d'Apollo. 2161 Grissom est un astéroïde de la ceinture principale qui est découvert en 1963 et désigné officiellement en 1981. Grissom Hill, l'une des collines Apollo 1 sur Mars, est nommée par la NASA le 27 janvier 2004, date du 37e anniversaire de l'incendie d'Apollo 1.
Le musée Virgil I. Grissom, inauguré en 1971 par le gouverneur Edgar Whitcomb, est situé juste à l'entrée du Spring Mill State Park à Mitchell, en Indiana. Le vaisseau Molly Brown est transféré pour y être exposé en 1974. Sa maison d'enfance à Mitchell est située sur Grissom Avenue. La rue est rebaptisée en son honneur après son vol sur Mercury.
L'institut technologique de Floride inaugure une résidence universitaire appelée Grissom Hall en 1967, tout comme L'université d'État de New York à Fredonia la même année. Grissom Hall, inauguré en 1968 à l'université Purdue, a été le siège de l'école d'aéronautique et d'astronautique pendant plusieurs décennies. Il abrite actuellement le département d'ingénierie industrielle de Purdue,. De nombreuses écoles, dans plusieurs États, portent le nom de Grissom,.

### Dans la culture populaire
Grissom apparaît dans de nombreuses productions cinématographiques et télévisuelles. Avant qu'il ne soit largement connu en tant qu'astronaute, le film Air Cadet (en)
 (1951) mettant en vedette Richard Long et Rock Hudson présente brièvement Grissom au début du film en tant que candidat de l'armée de l'air américaine pour l'école de pilotage de Randolph Field, à San Antonio, au Texas. Le rôle de Grissom est interprété par Fred Ward dans le film L'Étoffe des héros (1983) et très brièvement dans le film Apollo 13 (1995) par Steve Bernie. Il est joué par Mark Rolston dans la mini-série de HBO De la Terre à la Lune (1998). Bryan Cranston joue le rôle de Grissom dans le film That Thing You Do! et Joel Johnstone l'interprète dans la série télévisée The Astronaut Wives Club, diffusée sur ABC en 2015. En 2018, il a été incarné par Shea Whigham dans First Man : Le Premier Homme sur la Lune.
Dans le film Star Trek 3 : À la recherche de Spock (1984), un vaisseau de la Fédération est nommé USS Grissom. Un autre USS Grissom est présenté dans un épisode de 1990 de la série télévisée Star Trek : La Nouvelle Génération, et est mentionné dans un épisode de 1999 de Star Trek : Deep Space Nine. Le personnage de Gil Grissom dans la série télévisée de CBS, Les Experts porte également le nom de l'astronaute.